# Saccoderma melanostigma
Saccoderma melanostigma är en fiskart som beskrevs av Schultz, 1944. Saccoderma melanostigma ingår i släktet Saccoderma och familjen Characidae. Inga underarter finns listade i Catalogue of Life.